# Nipperask

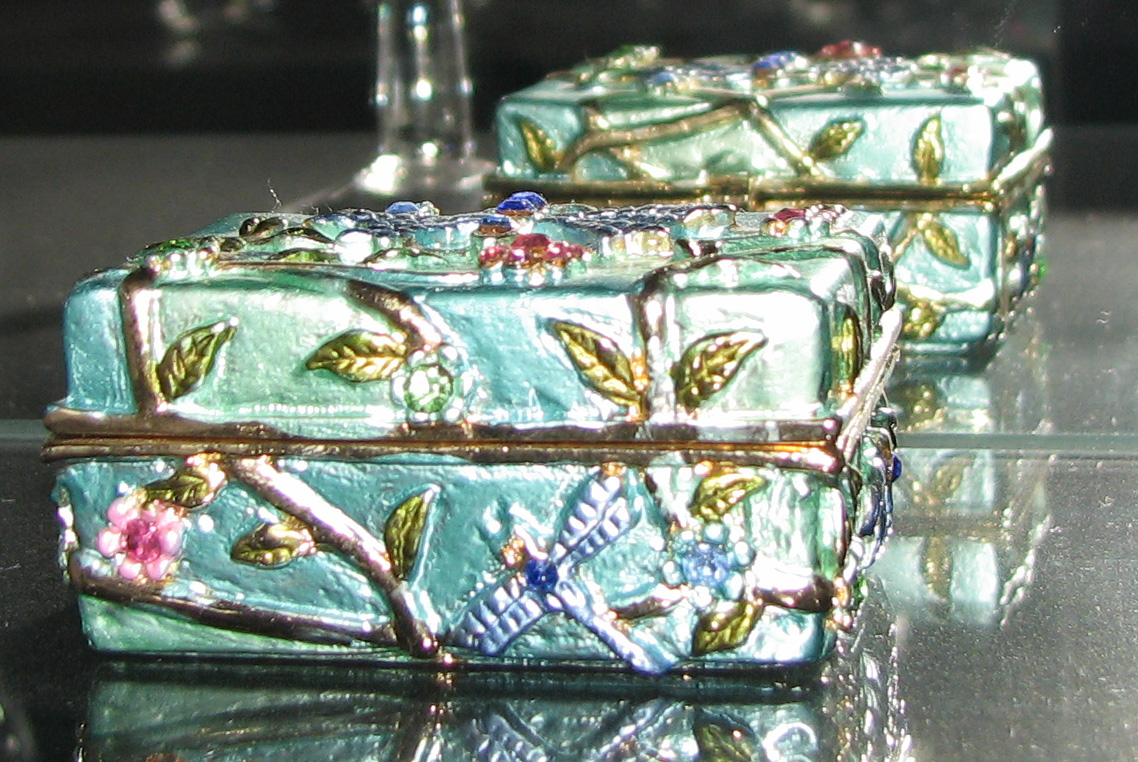
Nipperask.

Nipperask är en liten ask, som kan användas för förvaring av smycken eller andra småsaker (nipper). Den kan vara i olika material som porslin, glas, trä eller plast och är ofta på något sätt dekorerad. Nipperasken är avsedd att synas och placeras ofta på ett toalettbord eller ovanpå en byrå.